# Australonuphis
Australonuphis, sovint anomenats cucs de platja australians, són un gènere d'anèl·lids poliquets de la família Onuphidae que habiten la zona de marees de les platges costaneres i són atrets a la superfície per l'estímul dels aliments. Els pescadors els busquen per ser utilitzats com a esquer per a la pesca. Algunes espècies poden créixer més de dos metres de llargada. Són cecs, però tenen molt bon olfacte i mengen carn, peix i algues en descomposició que han arribat a la costa.
Identificades originalment com una sola espècie el 1868 (Diopatra teres), el 1878 van ser incloses en el gènere Onuphis. Un estudi del 1979 va canviar el nom de dues espècies d'Americonuphis a Australonuphis (A. teres i A. parateres), i ambdues es troben a Nova Gal·les del Sud. Una nova espècie de la costa equatoriana va ser identificada el 2008.
Els cucs de platja australians es troben en milions en moltes platges de surf de Queensland, Nova Gal·les del Sud i Austràlia Meridional. Són molt valorats com a esquer pels pescadors a causa de la seva gran longitud i el seu cos musculós. Els cucs es poden recollir de la platja sorrenca atraient-los a la superfície amb un esquer i posteriorment extraient-los de la sorra a mà o amb l'ajuda d'unes alicates.

## Espècies
El gènere inclou quatre espècies que es poden considerar com a dos parells d'espècies: el parell americà és A. hartmanae i A. casamiquelorum ; i el parell australià és A. teres i A. parateres. (L'Onuphis mariahirsuta s'ha anomenat A. mariahirsuta, però aquesta classificació no està clara.)

### A. teresiA. parateres
A. teres i A. parateres van ser identificades el 1868 per Ehlers com a Diopatra teres i el 1878 van ser incloses en el gènere Onuphis per Grube. El 1979, Paxton els va reclassificar en la seva taxonomia actual, en el que es considera l'estudi d'autoritat sobre els cucs de platja australians. Durant el seu estudi, Paxton va identificar tres cucs coneguts pels col·leccionistes locals com a "viscosos", "rechonchos" i "cuc reial": els viscosos era en aquell moment una espècie separada (Americonuphis) que Paxton va substituir per Australonuphis. Es va descobrir que els stumpies eren cucs reials joves. L'holotip d' A. teres és un cuc reial i la mucosa estretament relacionada es va descriure com a A.parateres, sp. nov.

### A. hartmanaeiA. casamiquelorum
A. hartmanae va ser identificada com a Rhamphobrachium hartmanae el 1956 per Friedrich, i després reclassificada el 1974 juntament amb A. casamiquelorum per Orensanz.

## Ús com a esquer per a la pesca
Els cucs de platja (especialment els "cucs reials" A. teres) són buscats pels pescadors per utilitzar-los com a esquer per pescar peixos. Per capturar cucs de platja, els pescadors generalment esperen la marea baixa, quan la zona de marees queda exposada, i atrauen els cucs de la sorra a la superfície rentant un esquer (sovint fet de fragments de peixos) a l'aigua a mesura que les onades retrocedeixen. El cuc olora el peix i aixeca el cap de la sorra fins a 25 mil·limetres (0.98 in), cosa que permet al pescador veure el cuc, atrapar-lo i treure'l de la sorra a mà o amb unes alicates. Els cucs capturats s'utilitzen immediatament com a esquer per a la pesca o s'emmagatzemen en una galleda d'aigua de mar fresca o un grapat de sorra humida per a un ús posterior. Si no es fan malbé durant el procés de captura i s'emmagatzemen bé, els cucs poden sobreviure més d'un dia. Els cucs també es poden conservar en alcohol (normalment alcohol desnaturalitzat) durant 5 segons i després deixant-los assecar sobre paper de diari i emmagatzemant-los en una nevera o nevera aïllada o congelant-los.